# ワン チャンス
『ワン チャンス』（One Chance）は、2013年のイギリスの伝記映画。監督はデヴィッド・フランケル、出演はジェームズ・コーデンとアレクサンドラ・ローチなど。イギリスの人気オーディション番組『ブリテンズ・ゴット・タレント』で優勝したことをきっかけにイギリスを代表するオペラ歌手となったポール・ポッツの半生を描いている。
本作でのポッツの歌声はポッツ本人の吹替であるが、主演のジェームズ・コーデンは口パクではなく、発声とオペラのコーチに正しい呼吸を指導された上で実際に歌っている。
2013年9月に開催された第38回トロント国際映画祭で初上映された。

## ストーリー
ウェールズに住むポール・ポッツは幼いころからいじめられっ子だったが、歌だけは得意で夢はオペラ歌手になることだった。ガールフレンドのジュルズに背中を押されて夢を叶えるためヴェネツィアに留学したが、憧れのパヴァロッティに自信のなさを指摘され、「君は一生歌手になるのは無理」と酷評されてしまう。失意の帰国後はジュルズと結婚し、アマチュア劇団の舞台に立つなど幸せを掴んだかに思われたが、その後は一転して病気や交通事故など不幸が連続し、治療のための借金も抱えてどん底に陥ってしまう。そんな時、偶然インターネットでテレビのオーディション番組の出演者募集広告を見た彼は、これが最後のチャンスと応募し、妻ジュルズの後押しを受けて番組の舞台に立つ。

## キャスト
※括弧内は日本語吹替
- ポール・ポッツ: ジェームズ・コーデン（茶風林） - オペラ歌手を志す青年。携帯電話ショップで働いている。
- ジュルズ: アレクサンドラ・ローチ（小島幸子） - ポールの恋人。後に妻に。
- イヴォンヌ・ポッツ: ジュリー・ウォルターズ（喜代原まり） - ポールの母。オペラ好き。
- ローランド・ポッツ: コルム・ミーニイ（福田信昭） - ポールの父。オペラ嫌い。
- ブラドン: マッケンジー・クルック（蜂須賀智隆） - 携帯電話ショップの店長。ポールの親友。
- ハイドレインジャ: ジェミマ・ルーパー（英語版） - ブラドンの恋人。
- アレッサンドラ: ヴァレリア・ビレロ（英語版）（志田有彩） - ポールのヴェネツィア留学中の友人。
- ルチアーノ・パヴァロッティ: スタンリー・タウンゼント（さかき孝輔）

## 作品の評価
Rotten Tomatoesによれば、映画評論家の一致した見解は「先が見え見えなお涙頂戴の内容ではあるが、それなりに好感が持てる『ワン チャンス』は、控えめな目標を達成した、大衆を引き付ける作品である。」であり、59件の評論のうち高評価は63%にあたる37件で、平均点は10点満点中5.5点となっている。
Metacriticによれば、18件の評論のうち高評価は5件、賛否混在は13件で平均点は100点満点中52点となっている。

## 使われている楽曲
ポール・ポッツ
- 誰も寝てはならぬ（オペラ『トゥーランドット』より）
- ネッラ・ファンタジア
- 衣裳をつけろ（オペラ『道化師』より）
- 星は光りぬ（オペラ『トスカ』より）
- 君を愛す（Ich liebe Dich）
- 清きアイーダ（オペラ『アイーダ』より）
- 冷たい手を（オペラ『ラ・ボエーム』より）

ポール・ポッツ & カイリー・ワット
- さよなら大地（オペラ『アイーダ』より）
- 愛らしい乙女よ（オペラ『ラ・ボエーム』より）

その他
- タイム・トゥ・セイ・グッバイ（歌：イル・ディーヴォ）
- アリヴェデルチ・ローマ（歌：ヴィットリオ・グリゴーロ）
- オ・ソレ・ミオ（歌：マリオ・ランツァ）
- クワンド・メン・ヴォ（私が街を歩けば - オペラ『ラ・ボメーム』より：インストゥルメンタル）

## 関連商品
- ポール・ポッツ『ワン チャンス』鈴木玲子訳  アチーブメント出版, 2014.3 ISBN 978-4905154617）
- オリジナル・サウンドトラック（2014年3月5日 全17曲）